# Tangara gyrola
La tángara cabecibaya (en Ecuador y Panamá) (Tangara gyrola), también denominada tangara cabecicastaña (en Costa Rica y Nicaragua), tangara cabecirrufa (en Colombia), tangara lacrada (en Colombia), tangara cabeza de lacre (en Venezuela) o tangara de cabeza baya (en Perú), es una especie de ave paseriforme de la familia Thraupidae, perteneciente al numeroso género Tangara. Es nativa de América Central y del norte y centro de América del Sur.

## Distribución y hábitat
Se distribuye de forma disjunta desde Nicaragua, por Costa Rica y Panamá; desde el norte de Colombia, hacia el sur a lo largo de los Andes, por la pendiente occidental de Ecuador hasta el extremo noroeste de Perú, por la pendiente oriental y adyacencias del este de Ecuador y este de Perú, hasta el centro de Bolivia; hacia el este, por regiones montañosas del norte de Colombia (Sierra Nevada de Santa Marta, Serranía del Perijá) y Venezuela (Andes, cordillera de la Costa) hasta Trinidad y Tobago; en el escudo guayanés del sur y este de Venezuela, Guyana, Surinam, Guayana Francesa y  norte de Brasil; y en la parte occidental de la cuenca amazónica de Colombia, Brasil, extremo noreste de Perú y extremo noreste de Bolivia, y en el sur de la Amazonia brasileña.
Esta especie es ampliamente diseminada y localmente común en sus hábitats naturales: el dosel y los bordes de bosques húmedos de tierras bajas y de piedemonte, y espacios arbolados adyacentes, hasta los 1500 m de altitud.

## Descripción
Mide 13,5 a 14 cm de longitud y pesa entre 19 y 23 g. La cabeza es rojiza, el dorso verde, la garganta, el pecho y el vientre azul turquesa. En el macho una línea nítida de color amarillo intenso separa la coloración de la cabeza de la del dorso y la garganta y además, los hombros están teñidos de amarillo; la rabadilla es azul marino que se torna verde en la parte baja del abdomen y los muslos rojos. En la hembra la cabeza es de color rufo, el plumaje del cuerpo menos brillante. El pico es negruzco en la punta y más claro en la base; las patas son grises.

## Comportamiento
Es sociable, vive en pareja o en grupos familiares y puede unirse a bandas con otras tángaras. Realiza migraciones estacionales altitudinales.

### Alimentación
Se alimenta principalmente de frutos, por ejemplo de matapalo y guarumos y bayas de melastomáceas y de Lycianthes synanthera. También come insectos que busca en la parte inferior de las ramas, debajo del musgo.  

### Reproducción
Construye en un árbol, a 2 a 8 m de altura, un nido en forma de taza, en el que la hembra pone dos huevos blancos con manchas de pardas. La hembra incuba los huevos durante 13 a 14 días y tras 15 o 16 los polluelos se independizan.

### Vocalización
Su llamado es un lento «sii sii siii», «tsou tsui».

## Sistemática

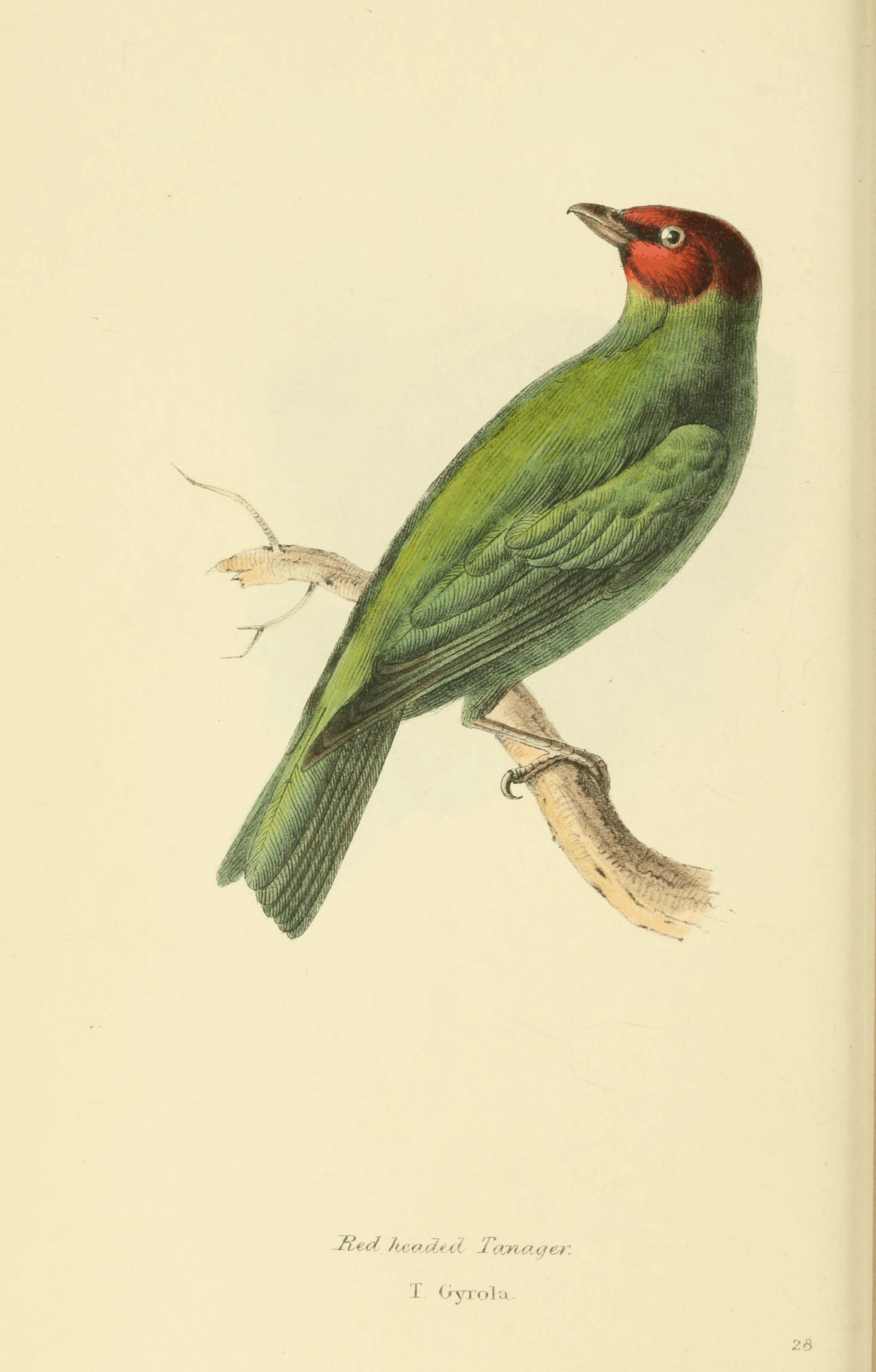
Agläia gyrola = Tangara gyrola, ilustración de Swainson en Zoological illustrations, 1829.

### Descripción original
La especie T. gyrola fue descrita por primera vez por el naturalista sueco Carlos Linneo en 1758 bajo el nombre científico Fringilla gyrola; su localidad tipo es: «Surinam».

### Etimología
El nombre genérico femenino Tangara deriva de la palabra en el idioma tupí «tangará», que significa «bailarín» y era utilizado originalmente para designar una variedad de aves de colorido brillante; y el nombre de la especie «gyrola» es un diminutivo de la palabra latina «gyrus»: anillo, círculo.

### Taxonomía
Los amplios estudios filogenéticos recientes demuestran que la presente especie es hermana de Tangara lavinia.

### Subespecies
Según las clasificaciones del Congreso Ornitológico Internacional (IOC) y Clements Checklist/eBird v.2019 se reconocen nueve subespecies, con su correspondiente distribución geográfica:
- Grupo politípico albertinae:
  - Tangara gyrola bangsi (Hellmayr), 1911 – Costa Rica y oeste de Panamá.
  - Tangara gyrola deleticia (Bangs), 1908 – este de Panamá (Darién) y oeste de Colombia.
  - Tangara gyrola nupera Bangs, 1917 – extremo suroeste de Colombia (Nariño), oeste de Ecuador, y extremo noroeste de Perú (Tumbes).
  - Tangara gyrola catharinae (Hellmayr), 1911 – base oriental de los Andes orientales de Colombia al centro de Bolivia.
  - Tangara gyrola parva J.T. Zimmer, 1943 – sureste de Colombia al sur de Venezuela, noreste de Perú y noroeste de Brasil.
  - Tangara gyrola albertinae (Pelzeln), 1877 – Brasil al sur del río Amazonas (del río Purús hasta Pará, norte de Mato Grosso).

- Grupo politípico viridissima/toddi:
  - Tangara gyrola toddi Bangs & Penard, 1921 – montañas del norte de Colombia y noroeste de Venezuela.
  - Tangara gyrola viridissima (Lafresnaye), 1847 – litoral del noreste de Venezuela y Trinidad.

- Grupo monotípico gyrola:
  - Tangara gyrola gyrola (Linnaeus), 1758 – sur de Venezuela hasta las Guayanas y extremo norte de Brasil.